# あまい果実
「あまい果実」（あまいかじつ）は、スガシカオの8枚目のシングル。1999年8月18日発売。

## 解説
- 12cmマキシシングルと8cmシングルの2種類が発売されている。
- 最後の8cmシングル。

## 収録曲
（全作詞・作曲・編曲：スガシカオ）
1. あまい果実
2. 夏祭り
3. あまい果実（Backing Track）

## 収録アルバム
- Sweet (#1)
- Sugarless (#2)
- ALL SINGLES BEST (#1)
- BEST HIT!! SUGA SHIKAO -1997〜2002- (#1)